# 与須毛堂森
与須毛堂森（よすけどうもり）は、青森県三戸郡田子町と秋田県鹿角市との境界にある山である。

## 概要
標高840.8m。
西側斜面（鹿角市側）を水源とする山中沢川（米代川水系支流大湯川支流大清水川支流）が
大清水川と合流する一帯には、かつて数戸の開拓農民が暮らしていた。
山中沢川の中流域には山中宿跡があり、昔（江戸時代頃からと思われる）の「来満街道大柴峠越え」が
この山中沢川を横断していた。
この街道は、いわゆる巡見使道で、鹿角（現鹿角市）の松ノ木～錦木塚～大湯温泉～安久谷川（米代川水系支流大湯川支流）
～折戸～大柴峠～山中宿を経て、現青森県へと通じていた。